# 세드 데 벤간자
《세드 데 벤간자》(스페인어: Sed de Venganza)은 2024년부터 방영되고 있는 미국의 텔레노벨라이다.